# Chrysometa hamata
Chrysometa hamata là một loài nhện trong họ Tetragnathidae.
Loài này thuộc chi Chrysometa. Chrysometa hamata được miêu tả năm 1942 bởi Bryant.